# L'Abergement-Sainte-Colombe
L'Abergement-Sainte-Colombe là một xã ở tỉnh Saône-et-Loire trong vùng Bourgogne-Franche-Comté miền trung Pháp.

## Thông tin nhân khẩu
Theo điều tra dân số năm 1999, xã này có dân số 934.
Con số ước tính năm 2007 là 1.057.